# Tamiḻakam
Tamiḻakam o antiguo país tamiḻ se refiere al conjunto de tierras del sur de la India durante el período Sangam (s. III a. C. - IV d. C.) y que se refiere a los reinos que existieron en el actual territorio de Tamil Nadu, Kerala y el sur de Andhra Pradesh y Karnataka. Algunos historiadores usan el término Tamiḻakam como sinónimo de la India meridional donde se hablan lenguas derivadas del antiguo tamil. Tamiḻakam se menciona como dravida en la literatura en sánscrito y prácrito, aunque modernamente el término drávida se usa para referirse a todas las lenguas filogenéticamente emparentadas con el antiguo tamil.
Las fuentes tradicionales se refieren a Tamiḻakam como un área cultural más o menos homogénea, donde se hablaba antiguo tamil (una lengua relacionada con los modernos tamil, malayam e irula). Los datos arequológicos del período protohistórico de Kerala y Tamil Nadu "parecen desafiar la posición de constutía una región cultural separada." Durante el período Sangm la cultura tamil, empezó a expandirse fuera de Tamiḻakam.